# Gnome Monosoupape

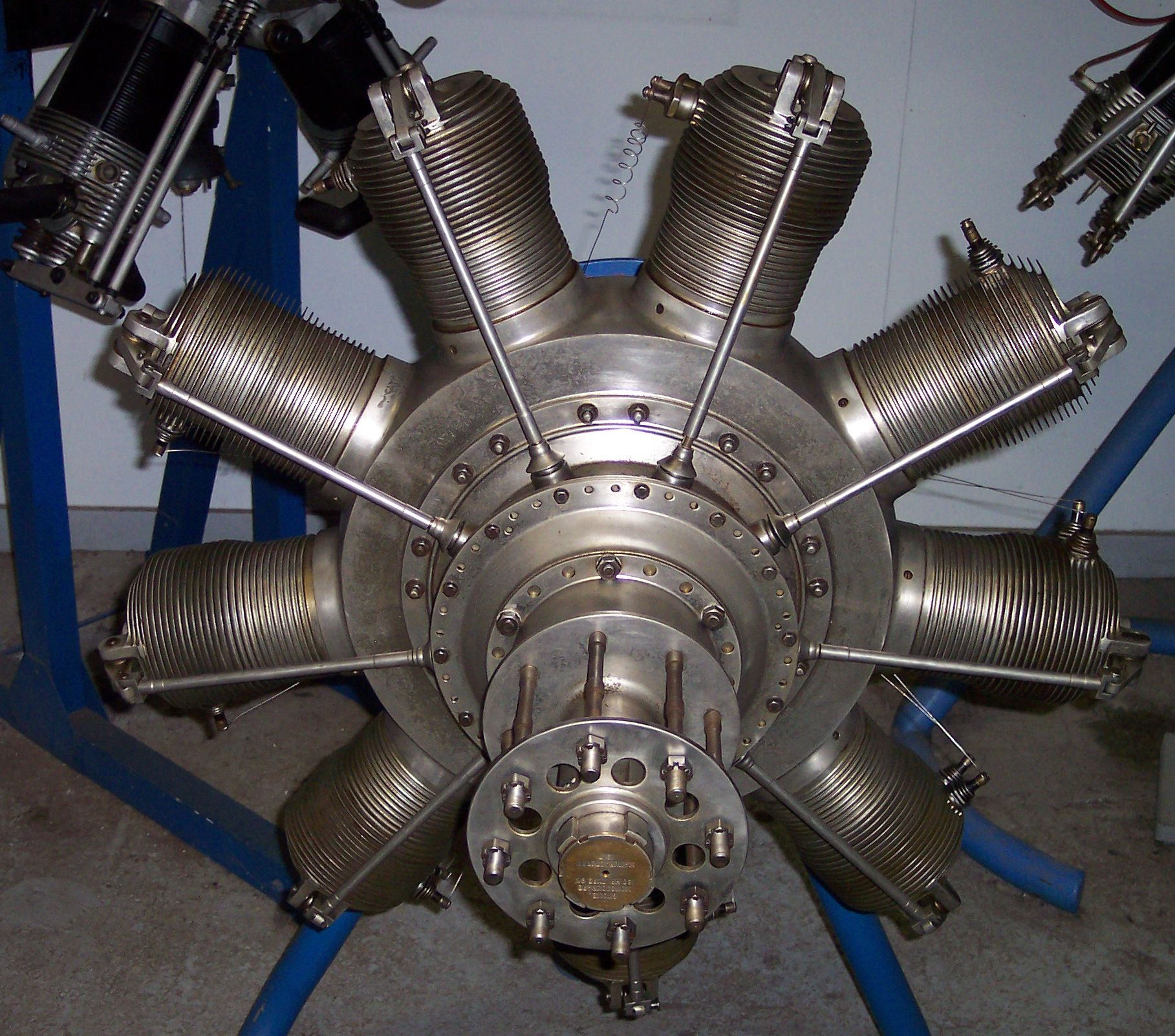
Moteur exposé.

Les Gnome monosoupapes sont une série de moteurs rotatifs pour avions produits à partir de 1913 par la société des moteurs Gnome, basée à Gennevilliers, société devenue Gnome et Rhône en 1914 à la suite d'une fusion avec la société des moteurs le Rhône. Le terme de moteur rotatif (à ne pas confondre avec les moteurs à piston rotatif) signifie que le moteur est solidaire de l'hélice, et tourne tout entier, tandis que le vilebrequin est fixé à l'avion. Le monosoupape doit son nom à la technologie très particulière de sa distribution, qui permet de n'avoir qu'une soupape (d'échappement) sur la tête de cylindre. La version à neuf cylindres du moteur a été produite en masse pendant la première guerre mondiale, à la fois en France et, sous licence, chez des industriels britanniques. Il s'agit d'un des moteurs les plus importants de la guerre, mais, à la fin du conflit, il est obsolète, comme tous les moteurs rotatifs.

## Moteurs rotatifs Gnome précédents
La société des moteurs gnome est fondée en 1905 (mais l'un de ses fondateurs, Louis Seguin, possédait déjà un atelier de production de moteurs depuis dix ans). En 1909, elle teste son premier moteur rotatif, le Gnome Omega, et s'intéresse de plus en plus aux applications aéronautiques. Dans ce moteur et les suivants (Gnome Delta et Gamma), l'échappement est géré de façon assez classique : une soupape, qui occupe le centre de la tête du cylindre, est actionnée par un culbuteur, lui-même guidé par une roue à cames (dispositif qui, dans un moteur en étoile, joue le rôle analogue à celui de l'arbre à cames). En revanche, l'admission est contrôlée de façon totalement inhabituelle. Le mélange air-carburant arrive dans le moteur par l'intermédiaire du vilbrequin, qui est creux, puis transite par le carter, un peu comme dans un moteur à deux temps. Ensuite, c'est une soupape passive, placée dans le piston, qui permet le transfert du mélange vers le cylindre. Elle est actionnée par la différence de pression, ce qui lui permet de s'ouvrir uniquement pendant le temps d'admission : pendant la détente, le différentiel de pression la bloque. Ce dispositif se révèle poser de sérieuses difficultés d'entretien.
Une licence de fabrication est vendue à 1913 à Motorenfabrik Oberursel, qui produit ces moteurs en grand nombre. Cela mène à une situation ironique : nombre d'avions allemands, pendant le conflit, utilisent des moteurs conçus en France. Les moteurs rotatifs connaissent un très grand intérêt au début des années 1910. Outre Gnome, de tels moteurs sont produits en France par Le Rhône et Clerget, en Grande-Bretagne par Bentley , en Allemagne par Siemens-Halske et Oberursel. Leur principal avantage est l'excellent refroidissement fourni par la rotation du moteur, qui assure un flux d'air très important. De plus, ils se passent de volant d'inertie (le moteur tout entier en joue le rôle) et de collecteur d'échappement, ce qui assure une économie de poids.

## Conception du Monosoupape

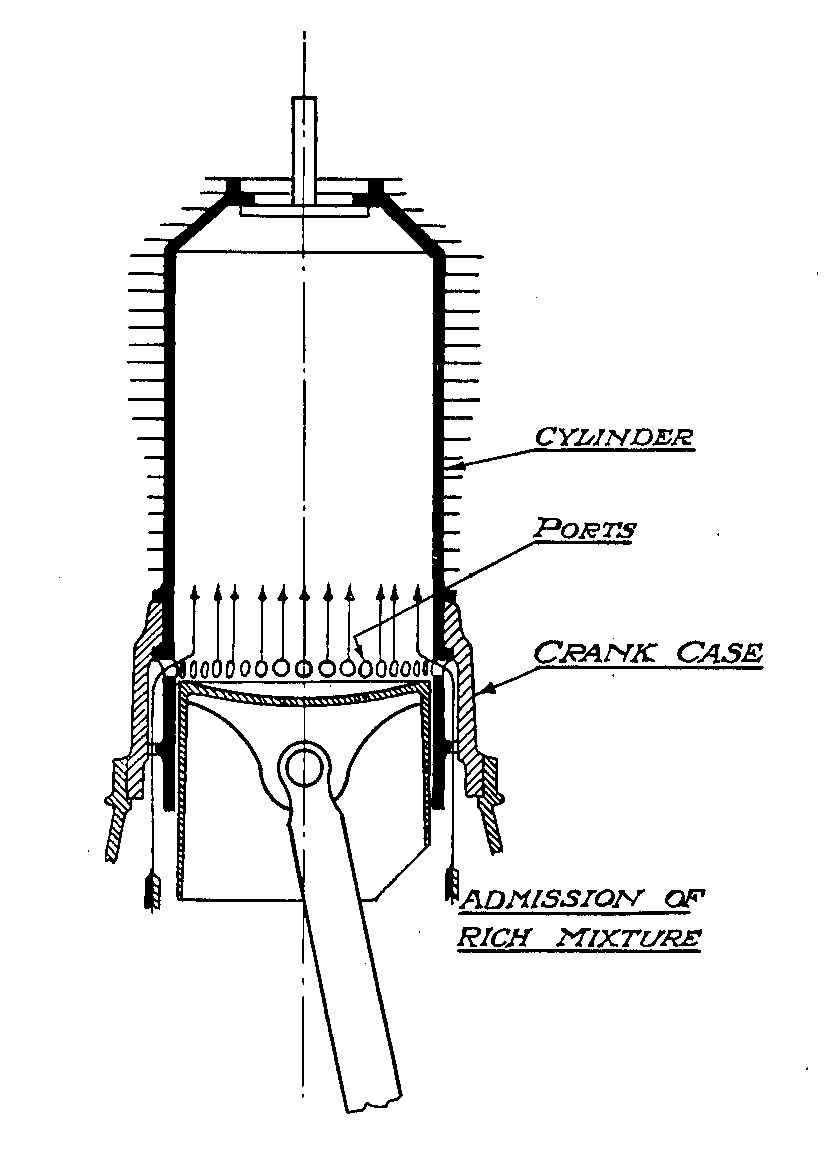
position des lumières d'admission.

Le Monosoupape abandonne la soupape d'admission automatique des moteurs précédents, qui posait des problèmes de fiabilité et limitait le régime moteur, et retrouve une couronne de piston pleine. Des petites ouvertures (trente-six) sont aménagées dans la périphérie du cylindre, juste avant le point mort bas du piston. L'admission est brève : au lieu d'admettre un mélange air-carburant tout au long de la descente du piston, comme le fait habituellement un moteur à quatre temps, le Monosoupape crée un vide relatif pendant presque toutes la descente du piston (aucun gaz ne soit admis), ce qui aspire brutalement du mélange lorsque les ouvertures sont mises à jour. Ces ouvertures sont aussi, inévitablement, exposées à la fin du temps de détente. Il est donc nécessaire, qu'à ce moment, la pression du mélange air-carburant soit inférieure ou égale à celle présente dans le carter pour qu'il n'y ait pas d'expansion des gaz d'échappement chauds vers le carter (ce qui provoquerait l'ignition du mélange dans le carter et la destruction du moteur). Cela implique un séquençage très inhabituel du moteur : la soupape d'échappement s'ouvre pendant la cycle de détente bien avant que le piston ne soit au point mort bas. C'est un gros sacrifice en matière de rendement, car une partie de la détente des gaz ne produit aucun travail utile.
Dans sa version neuf cylindres, le monosoupape développe environ 100 chevaux à 1 200 tr/min, sa cylindrée est de 12,7 litres. Il en existe aussi des versions 7 cylindres, 11 cylindres, et un 18 cylindres en double étoile.
Il n'est pas possible, sur ces moteurs, de contrôler le débit de carburant. Le seul moyen de réduire la puissance du moteur, notamment pour atterrir, est de couper l'allumage d'une partie des cylindres.
La lubrification est assurée par de l'huile de ricin ajoutée au mélange air-carburant. Comme tout moteur rotatif, le monosoupape consomme énormément d'huile, qui est dispersée par la force centrifuge. Les avions de l'époque ayant un cockpit ouvert, les pilotes souffrent parfois de son effet laxatif, s'ils avalent des projections d'huile.

## Utilisation
C'est un des moteurs les plus utilisés de la première guerre mondiale, notamment par des avions britanniques (il est produit sous licence au Royaume-Uni). Liste selon Lumsden.

### Monosoupape 7 Type A
- Avro 504
- Avro 511

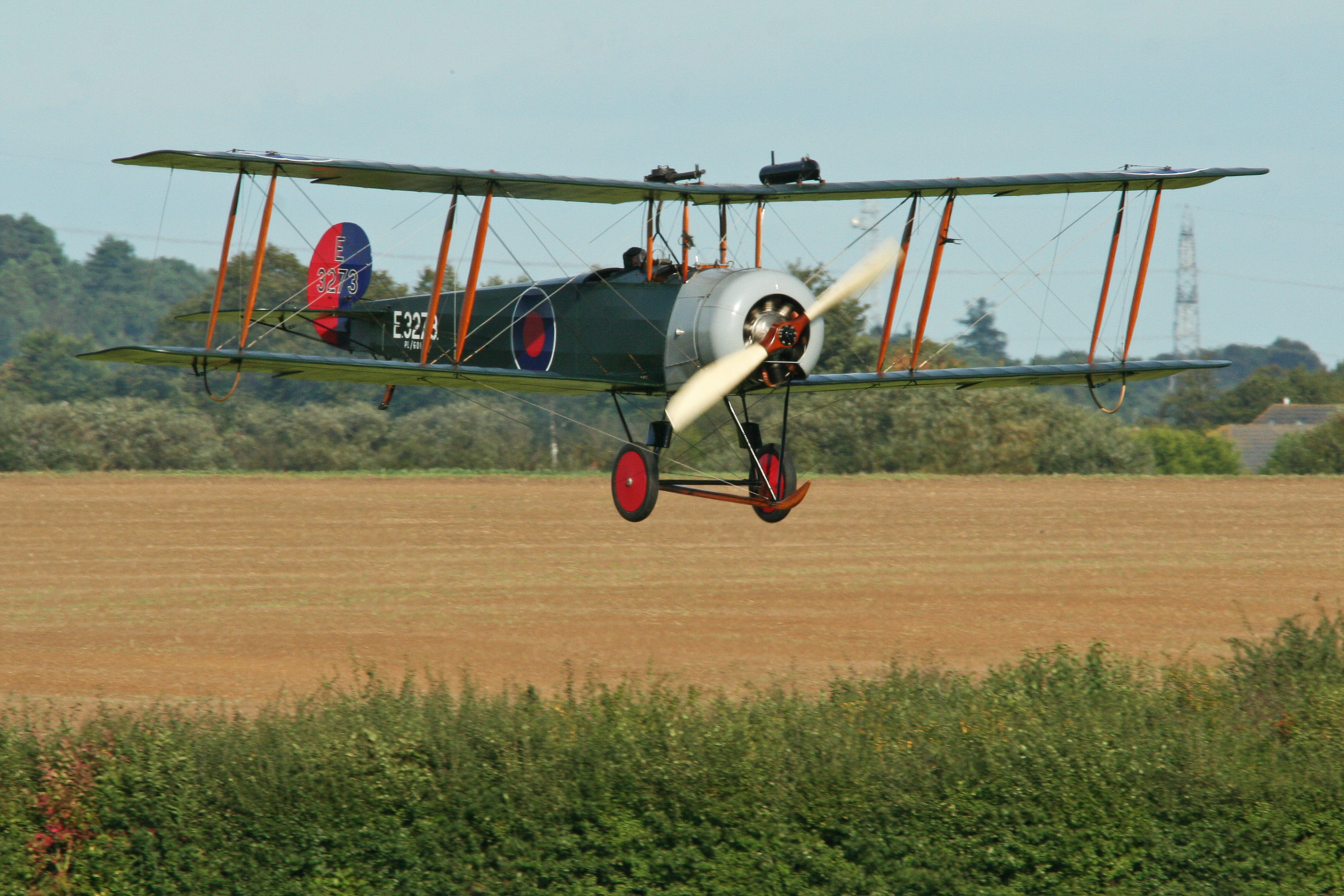
Le Avro 504, avion britannique le plus construit en 14-18.

- Bristol T.B.8, version GB75 (en)
- Sopwith Pup
- Voisin II

### Monosoupape 9 Type B
- Avro 504
- Airco DH.2
- Airco DH.5
- AD Scout
- Blackburn Twin Blackburn
- Blackburn Triplane
- Bristol-Coanda T.B.8
- Bristol Scout
- FBA Type B Hydravion à coque
- Nieuport IV
- Royal Aircraft Factory B.E.8
- Royal Aircraft Factory F.E.8
- Short S.80
- Short Type C
- Sopwith Sociable (en)
- Sopwith Type 807 (en)
- Sopwith Two-Seat Scout (en)
- Sopwith Tabloid
- Sopwith Pup
- Sopwith F.1 Camel
- Vickers Gunbus (FB.2, 3, 5, 6 and 7)
- Vickers F.B.12
- Vickers F.B 19 Bullet
- TsAGI-1EA (hélicoptère soviétique expérimental, vers 1930)

### Monosoupape 9 Type N
- Nieuport 28
- Sopwith Camel
- Morane-Saulnier AI
- Orenco B

## Obsolescence
À la fin de la guerre, le moteur rotatif se révèle être une impasse technologique. Son seul véritable avantage est de disposer d'un très bon refroidissement, , mais le refroidissement des moteurs radiaux non rotatifs s'améliore par ailleurs (en partie du simple fait de l'augmentation de la vitesse des avions et de la vitesse de rotation des hélices, qui améliorent le flux d'air). Le moteur rotatif présente de sérieux inconvénients : l'alimentation est complexe, la consommation d'huile est très importante, le moteur doit résister à des forces centrifuges considérables, et surtout, l'importante masse tournante crée un fort couple gyroscopique qui rend l'avion difficile à manier. De plus, le nécessité de présenter une répartition parfaitement symétrique des masses (sans quoi le moteur vibrerait) augmente le cout de revient, en rendant l'usinage très exigent pour l'époque. Ces problèmes ne peuvent que s'aggraver au fur et à mesure que les régimes moteur augmentent. Concernant plus spécifiquement le Monosoupape, son rendement est limité par le renouvellement d'air imparfait et l'ouverture précoce de la soupape d'échappement. En 1917, les commandes pour le monosoupape sont annulées. Gnome et Rhône frise la faillite dans l'immédiat après-guerre, change de direction, et se relance en produisant sous licence le Bristol Jupiter.

## Répliques
Le moteur ayant conservé un statut historique, symbole d'une époque brève mais importante dans l'histoire de l'aviation, plusieurs répliques fonctionnelles ont été construites pour des musées ou pour les collectionneurs privés. Une société néo-zélandaise vend des moteurs complets, pour les projets de recréations d'avions historiques.